# Give 'Em Enough Rope
| 전문가 평가                   | 전문가 평가 |
| 평가 점수                     | 평가 점수   |
| 출처                          | 점수        |
| ----------------------------- | ----------- |
| AllMusic                      | [ 1 ]       |
| The Baltimore Sun             | [ 2 ]       |
| Blender                       | [ 3 ]       |
| Christgau's Record Guide      | A           |
| Classic Rock                  | [ 5 ]       |
| Encyclopedia of Popular Music | [ 6 ]       |
| Q                             | [ 7 ]       |
| The Rolling Stone Album Guide | [ 8 ]       |
| Select                        | 4/5         |
| Spin Alternative Record Guide | 7/10        |

《Give 'Em Enough Rope》는  1978년 11월 10일, CBS 레코드를 통해 발매된 영국의 펑크 록 밴드 더 클래시의 두 번째 스튜디오 음반이다. 이 음반은 미국에서 발매된 첫 번째 음반으로, 미국판 셀프 타이틀 음반에 앞서 발매되었다. 이 음반은 영국 음반 차트에서 2위, 빌보드 200에서 128위를 기록하며 비평가들과 팬들로부터 호평을 받았다.
이 음반은 첫 번째 음반 녹음 직후 밴드에 합류한 드러머 토퍼 히든의 첫 음반을 장식했다. 이전 음반과 마찬가지로, 대부분의 곡들은 기타리스트 조 스트러머와 믹 존스가 작곡했으며, 〈English Civil War〉(미국의 전통 포크 〈When Johnny Comes Marching Home〉의 재작업)와 〈Guns on the Loof〉를 제외한 나머지 4명의 밴드 멤버는 히든, 존스, 스트러머, 베이시스트 폴 사이모넌이다.

## 배경
이 음반의 커버 아트는 진 그리프가 디자인했으며, 그 앞면은 "End of the Trail"이라는 제목의 엽서를 바탕으로 제작되었으며, 아드리안 애트워터가 사진을 찍고 월러스 어빙 로버슨이 참여했다. 첫 번째 미국 언론의 커버는 블록 대문자로 쓰여진 밴드의 이름을 보여주었다. 이후 미국의 프레스에서는 가짜 오리엔탈 스타일 글꼴을 사용하였고, 이 글꼴은 영국 발매에서 사용된 더 화려한 가짜 오리엔탈 스타일 글꼴로 대체되었다. 이 음반의 미국 원판은 또한 〈All the Young Punks〉의 제목을 〈That's No Way to Spend Your Youth〉로 다시 지었다. 이것은 나중에 개정되었다. 〈Tommy Gun〉과 〈English Civil War〉는 1978년 크리스마스의 양편에서 음반의 싱글로 발매되었다. 그들은 각각 19위와 25위로 영국 차트에 진입했다.
2편인 〈Guns on the Roof〉의 오프닝 트랙은 표면적으로는 세계적인 테러, 전쟁, 부패에 관한 것이지만, 그것은 부분적으로 도시 경찰의 무장 반 테러 분대가 더 클래시의 캠던 마켓 기지를 습격하는 결과를 초래한 사건에서 영감을 받았다. 폴 사이모넌과 토퍼 히든은 그들의 리허설 건물 옥상에서 공기총으로 경주용 비둘기를 쏜 혐의로 체포되어 형사상 손해배상(약 750파운드)으로 기소되었다.
밴드는 계속해서 현대적 주제를 음반의 가사에 포함시켰다. 〈Tommy Gun〉은 중동 테러, 특히 항공기의 납치를 다루고 있으며, 〈Julie's Been Working for the Drug Squad〉는 웨일스에 본부를 둔 세계에서 가장 큰 LSD 생산 고리가 잠복 경찰의 작전으로 해체된 악명 높은 "오퍼레이션 줄리" 마약 사건에 대한 논평이다. 이 곡은 또한 비틀즈의 노래 〈Lucy in the Sky with Diamonds〉를 오프닝 라인에서 언급하고 있다. 〈Julie's Been Wronging for the Drug Squad〉는 원래 〈Julie's in the Drug Squad〉라는 제목의 음반으로, 이 음반의 원곡에 수록되었다. 이 곡의 제목은 《Give 'Em Enough Rope》가 CD로 발매되면서 바뀌었다.
음반 녹음 중에 조 스트러머의 트레이드마크인 텔레캐스터 기타는 수리를 위해 가져가야 했고, 그래서 그는 대부분의 세션에서 고용된 세미홀로우 깁슨 ES-345를 연주했다. 원곡을 프로듀싱한 샌디 펄먼은 전체 음반에서 리드 싱어의 보컬보다 드럼이 더 크게 섞일 정도로 조 스트러머의 목소리에 큰 팬이 아니었다.

## 곡 목록
모든 곡들은 특별한 언급이 없는 한 조 스트러머와 믹 존스에 의해 작사/작곡하였다.
| #  | 제목                                        | 작사·작곡 | 재생 시간 |
| -- | ------------------------------------------- | --------- | --------- |
| 1. | 〈Safe European Home〉                      |           | 3:50      |
| 2. | 〈English Civil War〉                       | 민요      | 2:35      |
| 3. | 〈Tommy Gun〉                               |           | 3:17      |
| 4. | 〈Julie's Been Working for the Drug Squad〉 |           | 3:03      |
| 5. | 〈Last Gang in Town〉                       |           | 5:14      |

| #  | 제목                                              | 작사·작곡                              | 재생 시간 |
| -- | ------------------------------------------------- | -------------------------------------- | --------- |
| 1. | 〈Guns on the Roof〉                              | 토퍼 히든, 존스, 폴 사이모넌, 스트러머 | 3:15      |
| 2. | 〈Drug-Stabbing Time〉                            |                                        | 3:43      |
| 3. | 〈Stay Free〉                                     |                                        | 3:40      |
| 4. | 〈Cheapskates〉                                   |                                        | 3:25      |
| 5. | 〈All the Young Punks (New Boots and Contracts)〉 |                                        | 4:55      |

## 인증
| 국가                       | 인증 | 판매량/출하량 |
| -------------------------- | ---- | ------------- |
| 영국 (BPI)                 | 골드 | 100,000^      |
| ^출하량을 기반으로 한 인증 |      |               |